# W.R. – Misterije organizma
W.R. – Misterije organizma (en ciríl·lic W.R. – Мистерије организма) és una pel·lícula iugoslava en serbi del 1971 dirigida per Dušan Makavejev que explora la relació entre la política comunista i la sexualitat, a més de presentar la controvertida vida i obra del psicoanalista austríac-estatunidenc Wilhelm Reich (1897–1957). L'estructura narrativa de la pel·lícula és poc convencional, barreja elements de ficció i documentals.
Després de les projeccions inicials, tant dins com fora de Iugoslàvia, W.R. va ser prohibida en aquest país durant els següents 16 anys. Posteriorment, Makavejev va ser acusat allà per càrrecs penals de "burla" cap a "l'estat, les seves agències i els representants" després de fer comentaris desmesurats a un diari d'Alemanya Occidental sobre la prohibició. El seu exili del seu país natal va durar fins a la fi del règim.

## Argument
La pel·lícula intercala metratges documentals i clips d'altres pel·lícules, en particular la pel·lícula de propaganda estalinista Kliatva (1946), amb una narrativa imaginativa i satírica sobre una dona iugoslava que sedueix un famós patinador sobre gel visitant de la Unió Soviètica. Malgrat diferents escenaris, personatges i períodes, els diferents elements produeixen una única història de la sexualitat humana i la revolució a través del muntatge.
La dona, Milena, viola les seves conviccions proletàries (i rebutja els avenços sexuals d'un treballador) perseguint un patinador sobre gel de celebritat semblant a Iosif Stalin — Vladimir Ilitx (patronímic de Lenin), que representa tant l'opressió de classes com la corrupció occidental de les creences comunistes. Ella aconsegueix, amb dificultats, la consumació sexual, però V.I. és incapaç de conciliar els seus conflictes interiors i acaba la trobada decapitant-la. Consternat, V.I. canta una cançó en rus després de l'assassinat: "L’oració de François Villon" de Bulat Okudzhava.

### Seqüències

#### Tuli Kupferberg
El poeta i artista de performance Tuli Kupferberg de la banda The Fugs, vestit de soldat, parodia la guerra i la naturalesa sexual de la fascinació humana per les armes a l'aguait de benestants novaiorquesos al carrer i masturbant-se amb el seu rifle de joguina. L'escena està ambientada amb la cançó de 1965 de The Fugs "Kill for Peace". Com a part del clímax de la pel·lícula, les imatges de la masturbació amb pistola s'entrellacen amb altres seqüències orgàsmiques. Aquest segment destaca les idees de Reich que la frustració sexual i la violència estan connectades.

#### Artistes
L'artista Betty Dodson comenta les seves experiències en dibuixar actes de masturbació, així com les seves discussions dins dels grups de conscienciació sobre la resposta sexual femenina. Les seqüències de Dodson són entrevistes documentals relativament senzilles; el dibuix a gran escala de Dodson d'un home masturbant domina el fons dels plans. Aquest segment il·lustra una actitud més lliure cap a la sexualitat.
L'artista de Nova York Nancy Godfrey formava part d'un grup solt anomenat Plaster Casters, que eren coneguts per agafar penis de guix d'estrelles del rock. En una reunió amb Jim Buckley, cofundador i editor de la revista porno Screw, Godfrey fa un guix del penis erecte de Buckley com a part documental de la pel·lícula. La banda sonora inclou una altra cançó de The Fugs, "I'm Gonna Kill Myself Over Your Dead Body", amb Tuli Kupferberg imitant satíricament John Wayne a la seva veu a cappella.
Aquesta escena va ser un punt de discussió per als censors. A les impressions de vídeo del Regne Unit, el penis de Buckley està cobert amb colors psicodèlics afegits en l'edició (la versió cinematogràfica va ser aprovada inusualment sense tallar).

#### Jackie Curtis
Jackie Curtis, un transvestit membre de l'entorn d'Andy Warhol i protagonista de les seves pel·lícules, es mostra als carrers de Nova York gaudint d'un cucurutxo de gelat amb una parella. L'aparició de Curtis va destacar les teories de gènere i sexualitat de Reich.

#### Screw
Screw va ser una revista underground que va ser pionera a introduir la pornografia hardcore al corrent principal nord-americà a finals dels anys 60 i principis dels 70. La pel·lícula mostra una mirada darrere de les escenes de la publicació, en la qual l'editor Jim Buckley s'associa casualment amb les seves models nues. El famós cofundador i editor de Screw Al Goldstein no es veu ni es fa referència en aquesta seqüència.

#### Alexander Lowen
La pel·lícula presenta una rara entrevista a la pantalla amb el terapeuta neo-reichià Alexander Lowen, el fundador de l'anàlisi bioenergètica, durant una sessió de teràpia, inclòs el tractament de crits.

#### Altres seqüències
La filla de Reich, Eva (1924–2008) apareix davant la càmera, parlant de l'obra del seu pare i de la malaltia de la vida contemporània.
L'Orgonon, l'última casa i laboratori de Reich a prop de Rangeley (Maine), EUA, es veu amb breus fotos de l'interior i l'exterior, inclòs un cloudbuster.
La pel·lícula inclou reescenificacions d'escenes de pel·lícules de Serguei Eisenstein, al·ludint a l'era del muntatge de la realització de cinema a la Unió Soviètica.
S'inclouen plans de la incineradora en què es van cremar els llibres de Reich a la ciutat de Nova York.

## Repartiment
- Milena Dravić com a Milena
- Ivica Vidović com a Vladimir Ilitx
- Jagoda Kaloper com a Jagoda
- Tuli Kupferberg com a soldat nord-americà
- Zoran Radmilović com a Radmilović
- Jackie Curtis com ella mateixa
- Miodrag Andrić com a soldat
- Živka Matić com a propietària
- Wilhelm Reich com ell mateix (imatges d'arxiu)
- Mikheil Gelovani com a Iosif Stalin (clips de Kliatva)
- Jim Buckley com ell mateix
- Betty Dodson com ella mateixa
- Nancy Godfrey com ella mateixa
- Dragoljub Ivkov
- Nikola Milic
- Milan Jelic
- Myron Sharaf com ell mateix
- Alexander Lowen com ell mateix
- Robert Ollendorff com ell mateix

## Recepció
W.R. va guanyar l'aclamació de la crítica al 24è Festival Internacional de Cinema de Canes el 1971, però a causa de la prohibició estatal només es va mostrar a uns quants públics seleccionats a Iugoslàvia durant els anys següents.